# スペイン語の日本語表記
スペイン語の日本語表記（スペインごのにほんごひょうき）では、スペイン語を日本語の仮名に転写する際の一般的な方法を述べ、また、表記の揺れについて解説する。本項の目的は正確なスペイン語の解説ではない。また、日本語表記に関する啓発・規範作りを目的とするものでもない。現在スペイン語と日本語の両方を話す人たちの間で通用している日本語表記を整理して示すことにある。本記事によってウィキペディアにおけるスペイン語起源単語の表記方法を規定するものではない。

## 一般的な表記
スペイン語のアルファベット表記は、ほぼ発音に従って書かれているため、いわゆるローマ字読みのように読み下すことによりほぼ正しい発音で読むことができる。
また、母音が日本語と同じ'a', 'e', 'i', 'o', 'u'の5つであるため、カタカナに置き換えてもだいたい正しい発音を示すことができる。
以下の規則に従ってアルファベットをカタカナ化すると、原語とだいたい同じ発音を持つ日本語表記に変えることができる。
| 単独の a, i, u, e, o              | ア、イ、ウ、エ、オ                                                                                 |
| ba, bi, bu, be, bo, 単独のb       | バ、ビ、ブ、ベ、ボ、ブ                                                                             |
| ca, ci, cu, ce, co, 単独のc       | カ、シ、ク、セ、コ、ク                                                                             |
| cha, chi, chu, che, cho, 単独のch | チャ、チ、チュ、チェ、チョ、チ（チュ）                                                             |
| da, di, du, de, do, 単独のd       | ダ、ディ、ドゥ、デ、ド、ド                                                                         |
| fa, fi, fu, fe, fo, f             | ファ、フィ、フ、フェ、フォ、フ                                                                     |
| ga, gi, gu, ge, go, 単独のg       | ガ、ヒ、グ、ヘ、ゴ、グ                                                                             |
| gui, gue                          | ギ、ゲ                                                                                             |
| gua, güi, güe, guo                | グア（グワ）、グイ、グエ、グオ または グァ、グィ、グェ、グォ                                       |
| ha, hi, hu, he, ho                | ア、イ、ウ、エ、オ（hは発音しない）                                                                |
| ja, ji, ju, je, jo, 単独のj       | ハ、ヒ、フ、ヘ、ホ、ホ（フ）                                                                       |
| ka, ki, ku, ke, ko                | カ、キ、ク、ケ、コ（スペイン語以外からの借入語でのみ使われる）                                     |
| la, li, lu, le, lo, 単独のl       | ラ、リ、ル、レ、ロ、ル                                                                             |
| lla, lli, llu, lle, llo           | リャ、リ、リュ、リェ、リョ または ジャ、ジ、ジュ、ジェ、ジョ または ヤ、イ、ユ、イエ、ヨ           |
| ma, mi, mu, me, mo, 単独のm       | マ、ミ、ム、メ、モ、ム（ン）                                                                       |
| na, ni, nu, ne, no, 単独のn       | ナ、ニ、ヌ、ネ、ノ、ン                                                                             |
| ña, ñi, ñu, ñe, ño                | ニャ、ニ、ニュ、ニェ、ニョ                                                                         |
| pa, pi, pu, pe, po, 単独のp       | パ、ピ、プ、ペ、ポ、プ                                                                             |
| qua, qui, que, quo                | クァ（クワ）、キ、ケ、クォ（qa, qi, qu, qe, qo は使われない）                                      |
| ra, ri, ru, re, ro, 単独のr       | ラ、リ、ル、レ、ロ、ル                                                                             |
| rra, rri, rru, rre, rro, 語頭のr  | ラ、リ、ル、レ、ロ（巻き舌を強調して表現したいときには、ルラ、ルリ、ルル、ルレ、ルロ）             |
| sa, si, su, se, so, 単独のs       | サ、シ（スィ）、ス、セ、ソ、ス                                                                     |
| ta, ti, tu, te, to, 単独のt       | タ、ティ（チ）、トゥ（ツ）、テ、ト、ト                                                             |
| va, vi, vu, ve, vo, 単独のv       | バ、ビ、ブ、ベ、ボ、ブ                                                                             |
| wa, wi, wu, we, wo                | ワ、ウィ、ウ、ウェ、ウォ（スペイン語以外からの借入語でのみ使われる）                               |
| xa, xi, xu, xe, xo                | クサ、クシ、クス、クセ、クソ または サ、シ（スィ）、ス、セ、ソ、ス、語によってはハ、ヒ、フ、ヘ、ホ |
| ya, yi, yu, ye, yo, 単独のy       | ヤ、イ、ユ、イエ（イェ）、ヨ 、イ または ジャ、ジ、ジュ、ジェ、ジョ、イ                            |
| za, zi, zu, ze, zo, 単独のz       | サ、シ（スィ）、ス、セ、ソ、ス                                                                     |

## アクセントとアクセント記号
スペイン語のアクセントは、母音とn、sで終わる語は後ろから2番目の音節に、n、s以外の子音で終わる語は最終音節にアクセントが落ちるというのが原則である。

### アクセント記号「´」
上記以外の場合にはアクセント記号´がアクセントの置かれる音節母音の上に付加される。そのアクセントがおかれる音節を強く発音すればスペイン語らしく聞こえる。だが、「´」は長音を表すわけではない（スペイン語には長母音、短母音の区別はない）ので日本語表記にした場合、「ー」を入れればいいといいというものではないが、「ー」を入れないで日本語話者が発音した場合、アクセント位置がずれる場合があるので、その場合は「ー」を入れたほうが通じやすくなる。

### アクセント記号「¨」
アクセント記号「¨」はアクセント記号というよりつづり上の決まりで、güe、güiの場合のみ使われる。発音はグエ、グイのようになり、「¨」がつかないgueゲguiギとは異なるので、注意が必要である。例：ダニエル・ゴンサレス・グイサ（Daniel González Güiza）

## 日本語表記の揺れ

### アクセントの「ー」
スペイン語には長母音はないが、強勢を置くことで他の音よりわずかに長く発音される場合がある。それと別に、短母音のままでカタカナ表記したものを日本語話者が発音すると、アクセント位置がずれることが多い。長母音にするとおのずとその音が強調され、スペイン語話者に通じやすくなる。ただ、スペイン語では語の区別に意味を持たない伸ばした音を文字にすることになり、日本語話者が聞き取った音とも少々離れる。伸ばす方が新しい表記法で、2017年現在いずれが優勢とも決めがたい。
- 例: Bolívar → ボリバル、ボリーバル

また、「ー」の代わりに「ッ」でアクセントを示すカナ転写をすることも可能だが、「マドリッド」をほぼ唯一の例外とする基本的には一般的でない表記方法である。
- 例：Real Sociedad → レアル・ソシエダッド（レアル・ソシエダ、レアル・ソシエダー、レアル・ソシエダードの方が一般的）

### 小さなャ
リャ・チャは、それぞれリア・チアと書かれることもある。
- 例: Castilla → カスティーリャ、カスティーリア

### ll リャ行とヤ行とジャ行
llの発音は昔はリャ行に近い音で発音されていたが、近年スペインでは北部方言などを除いてリャと発音されることはほとんどなく、yと区別せず発音される。
スペイン南部(特にアンダルシア方言)、中南米ではジャ行に近い音で発音する国もあり、またアルゼンチンやウルグアイなどではシャ行の発音をする方言的な地域もある。
- 例: Castilla → カスティーヤ
- 例: Sevilla → セビーヤ
  - 日本での Paella → パエリアや Sevilla → セビリアなどの発音表記は古い慣例に倣った例。

### rr
いわゆる巻き舌のrで、「べらんめえ」の「ら」の音である。一般的にはラ行で表記されるが「ルラ」「ルラ」と表記する事もある。rrの前の母音にアクセントがくる場合が多いため、音を伸ばす表記をすることもある。なお、辞書では「ラ・リ・ル・レ・ロ」と表記されている。
- 例: Navarra →ナバラ、ナバーラ、ナバルラ（表記混在。前二者の頻度が非常に近い）
- 例: La Mojarra →ラ＝モハーラ、ラ＝モハラ（この語の場合、ラ＝モハーラでほぼ表記が定着している）
- 例: Torres（人名）→「トーレス」「トレス」「トルレス」（トーレスが一般的であるが、戦国時代に来日したイエズス会宣教師Cosme de Torresの場合は「トーレス」と「トルレス」が混在している。キリシタン、対外交渉史関連の文献では慣用的に後者が優勢。）

### y ヤ行とジャ行
yの発音は歴史的には半母音のヤ行であり(この発音は一部の北部方言に残っている)、時代を下っていくうちに摩擦音のヤ行で発音されるようになった。アンダルシアなどスペイン南部では同じく摩擦音であるジャ行(フランス語のjと同じ発音)で発音され、マドリードなどのスペイン中部でもヤ行とジャ行の中間的な音で発音されることもある。スペインの規範を定める機関のレアル・アカデミア・エスパニョーラでは、スペイン北部から中部にかけて優勢であるヤ行を標準としている。中南米ではメキシコや中米においてヤ行で発音されることが多いが、ペルーなどを除いた南アメリカではジャ行で発音される(ブエノスアイレスでは無声化してシャ行になる)。
- 例: yo → ヨ (標準スペイン語、メキシコなど)

### 二重母音の短縮と展開
二重母音に関連して、スペイン語の5つの母音は強母音 (a, e, o) と弱母音 (i, u) に分かれる。連続した二つの母音が弱母音同士、または強母音と弱母音の組み合わせである場合、一音節の二重母音として短めに発音される。こうした二重母音の一部を、短縮的な形で表記することがある。
ia 「イア」「ャ」
例: Santiago → サンティアゴ、サンチャゴ
ua 「ウア」「ワ」「ウァ」「ア」
例: Guatemala → グアテマラ、グワテマラ、グァテマラ、ガテマラ
例: Uaxactun → ワシャクトゥン
例: Huari → ワリ

### 語尾の子音
d
語尾にある子音は、話者の意識では発音されているが、実際にはほとんど消失している。ここを単に省略する書き方がある。また、前の母音にアクセントが置かれ、消失部に間がとられることをもって「ー」で表すこともある。ただし、マドリード首都圏の発音では、語末の「d」を無声の [θ] で発音するので、弱い「ス」に聞こえる。英語の影響を受けると「ド」または「ッド」と記すこともある。慣用的に Madrid は「マドリード」でほぼ定着しているが、「マドリッド」と書かれることもある（→マドリード#名称参照）。
例: ciudad → シウダード、シウダー、シウダ、シウダース
r
スペイン語で d, j, s 以外の子音語尾ははっきり発音されるので、r は伝統的には「ル」と表記される。ただし、英語化した発音に近い表記として、語尾に r がくる音を「ー」と表記することがある。いずれも正確とはいえず、存在しない母音を補って一音節とみなすか、子音の発音の間を長母音とみなすかという違いである。
例: Bolívar → ボリバル、ボリバー

### bとv
スペイン語では b と v を発音上区別しない。一般的な発音では、語頭では有声両唇破裂音 [b]、それ以外の位置では摩擦音化して有声両唇摩擦音 [β] となり、どちらもバ行音に近く、日本語でもバ行で表記する。英語などの影響により v をヴァ行で表記することがあるが、基本的には誤りである。
- 例: Veracruz → ベラクルス（英語の影響で「ヴェラクルス」や「ヴェラクルズ」と表記することもある）

### tiとtu
ti、tuは現在では「ティ」「トゥ」と表記されることが多いが、古くから日本語に入っている語では「チ」「ツ」と表記されることもある。
- 例: Titicaca → ティティカカ、チチカカ（この語はチチカカの方が優勢。）

### 単語区切りのスペースとハイフン
スペイン語の姓には、複数の単語を一まとめにしたものや、二つの単語をハイフン「-」で連結したものがある。これを「・」「＝」「－」などで区切る表記法と、区切らず続け書きする表記法がある。特に"de la","del"は「～出身の」という意味を持つので名字によく使われるが、単音節でアクセントが置かれることが無いので区切らずに続け書きする方が優勢である。
地名も同様である。
- 例: de la Madrid → デラマドリ、デ・ラ・マドリ
- del Monte → デルモンテ、デル・モンテ

### 英語的慣用表記
英語の発音から来て慣用として定着している地名も多い。そうした慣用語を、スペイン語的に表記する試みもある。以下の列挙で、かっこ（）内で表すものが、スペイン語的表記の例である。
言い換えの試みがあるもの
メキシコ（メヒコ）、メキシコシティ（シウダ・デ・メヒコ）、キューバ（クーバ）
言い換えの試みがないもの
スペイン（エスパーニャ）、ベネズエラ（ベネスエラ）、アルゼンチン（アルヘンティーナ）、チリ（チレ）、ハバナ（ラ・アバナ）
使い分けが見られるもの
サン・ホセとサンノゼ